# Olympische Sommerspiele 2016/Teilnehmer (Eritrea)
| Gelbes Symbol für Goldmedaillen mit stilisierten Olympischen Ringen | Graues Symbol für Silbermedaillen mit stilisierten Olympischen Ringen | Braundes Symbol für Bronzemedaillen mit stilisierten Olympischen Ringen |
| ------------------------------------------------------------------- | --------------------------------------------------------------------- | ----------------------------------------------------------------------- |
| —                                                                   | —                                                                     | —                                                                       |

Eritrea nahm an den Olympischen Spielen 2016 in Rio de Janeiro teil. Es war die insgesamt fünfte Teilnahme an Olympischen Sommerspielen. Das Eritrean National Olympic Committee nominierte 12 Athleten in zwei Sportarten.

## Teilnehmer nach Sportarten

### Leichtathletik
Laufen und Gehen
| Athleten              | Wettbewerb       | Vorlauf      | Vorlauf | Halbfinale | Halbfinale | Finale        | Finale        | Rang |
| Athleten              | Wettbewerb       | Zeit         | Rang    | Zeit       | Rang       | Zeit          | Rang          | Rang |
| --------------------- | ---------------- | ------------ | ------- | ---------- | ---------- | ------------- | ------------- | ---- |
| Frauen                |                  |              |         |            |            |               |               |      |
| Nebiat Habtemariam    | Marathon         | –            | –       | –          | –          | 2:45:21 h     | 80            | 80   |
| Männer                |                  |              |         |            |            |               |               |      |
| Yemane Haileselassie  | 3000 m Hindernis | 8:26,72 min  | 14      | –          | –          | 8:40,68 min   | 12            | 12   |
| Abrar Osman           | 5000 m           | 13:22,56 min | 8       | –          | –          | 13:09,56 min  | 10            | 10   |
| Hiskel Tewelde        | 5000 m           | 13:30,23 min | 23      | –          | –          | ausgeschieden | ausgeschieden | 23   |
| Aron Kifle            | 5000 m           | 13:29,45 min | 22      | –          | –          | ausgeschieden | ausgeschieden | 22   |
| Zersenay Tadese       | 10.000 m         | –            | –       | –          | –          | 27:23,86 min  | 8             | 8    |
| Nguse Amlosom         | 10.000 m         | –            | –       | –          | –          | 27:30,79 min  | 9             | 9    |
| Goitom Kifle          | 10.000 m         | –            | –       | –          | –          | 28:15,99 min  | 24            | 24   |
| Ghirmay Ghebreslassie | Marathon         | –            | –       | –          | –          | 2:11:04 h     | 4             | 4    |
| Amanuel Mesel         | Marathon         | –            | –       | –          | –          | 2:14:37 h     | 21            | 21   |
| Tewelde Estifanos     | Marathon         | –            | –       | –          | –          | 2:19:12 h     | 60            | 60   |

### Radsport

#### Straße
| Athleten             | Wettbewerb    | Zeit      | Rang |
| -------------------- | ------------- | --------- | ---- |
| Männer               |               |           |      |
| Daniel Teklehaimanot | Straßenrennen | 6:29:25 h | 43   |